# Dru Hill

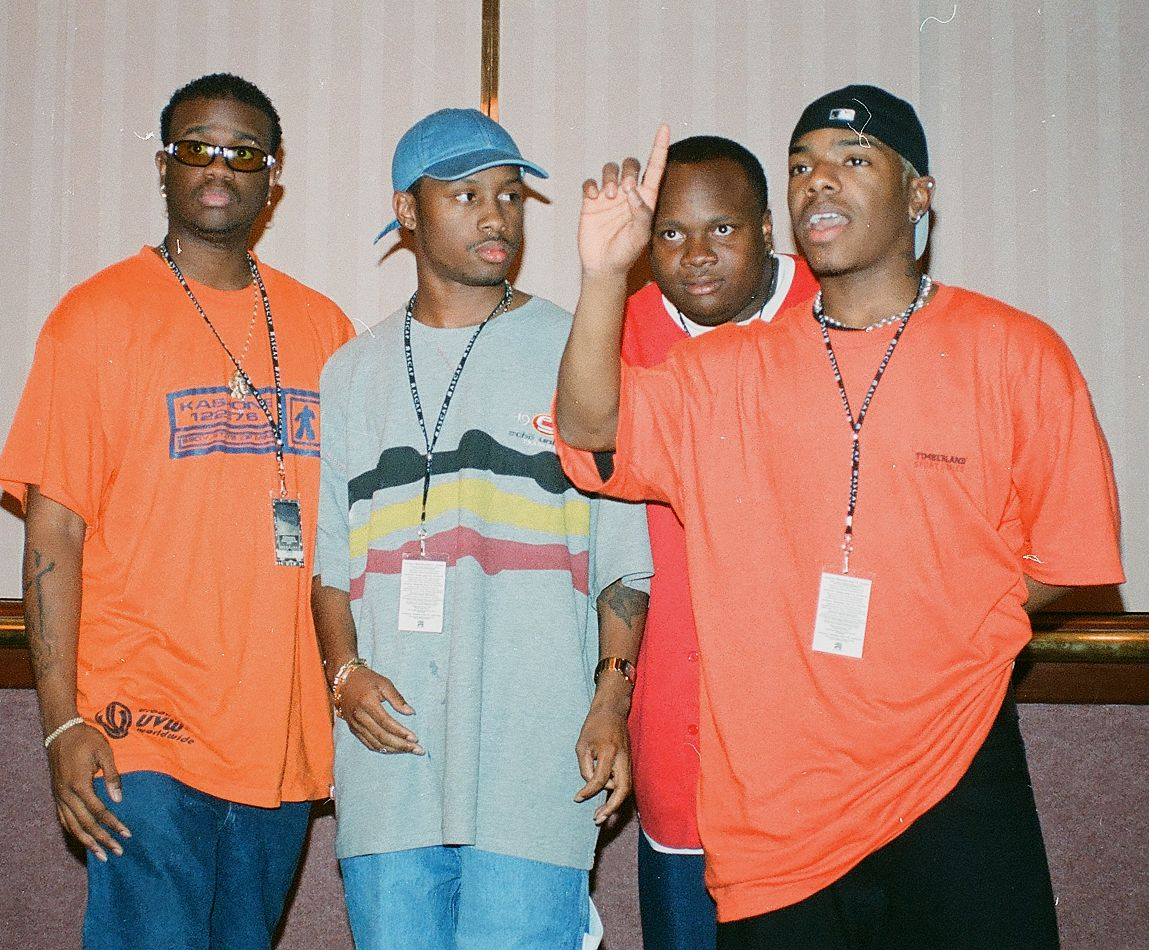
Dru Hill (1996)

Dru Hill ist eine US-amerikanische R&B-Gruppe, die Ende der 1990er große Erfolge mit mehreren Charthits feiern konnte. Gegründet wurde die Gruppe 1992 in Baltimore, Maryland von Tamir „Nokio“ Ruffin. Die weiteren Bandmitglieder Mark „Sisqo“ Andrews, Larry „Jazz“ Anthony und James „Woody“ Green kannten sich seit der Schulzeit. Dru Hill bekam einen Vertrag bei Island Records und brachte zwei erfolgreiche Alben heraus, bis sie sich von 1999 bis 2002 trennten. In dieser Zeit veröffentlichten Mark „Sisqo“ Andrews und James „Woody“ Green Soloalben. Im Jahr 2002 kam es zur Wiedervereinigung und Rufus „Scola“ Waller wurde als fünftes Mitglied der Gruppe aufgenommen. Als Teil des Def Soul Labels veröffentlichten sie ihr drittes Album.
Ihr Hit How Deep Is Your Love wurde als Song für den großen Kino-Kassenschlager Rush Hour mit Jackie Chan und Chris Tucker ausgewählt.
In vielen ihrer Lieder verwendete die Band Samples anderer Titel.

## Geschichte

### Formation
Alle vier Mitglieder von Dru Hill sind in Baltimore geboren und aufgewachsen. Mark Andrews und James Green kennen sich bereits seit der Schulzeit und lernten Tamir Ruffin kennen, als sie begannen, sich eine Karriere in der Musikindustrie aufzubauen. Ruffin tat sich mit den beiden zusammen und bildete ein Trio. Sie nahmen noch Larry Anthony, einen Opern-Studenten, auf und benannten sich nach dem Druid Hill Park, einem öffentlichen Park im Westen Baltimores, wobei es sich bei „Dru Hill“ um die lokale Ausspracheform handelt. Das frühe Repertoire von Dru Hill bestand zu einem großen Teil aus Gospelmusik, nach einigen Auftritten schwangen sie jedoch auf den populären Bereich des R&B um.

### Durchbruch und das Album Dru Hill
Der große Durchbruch gelang Dru Hill 1996, als ihr Manager Haqq Islam einen Auftritt bei der Musik-Convention Impact ’96 arrangierte. Nach dem Auftritt bekamen sie schnell einen Plattenvertrag und begannen unverzüglich mit der Arbeit am ersten Album. Das Album Dru Hill wurde am 9. November 1996 veröffentlicht und mehrfach mit Gold ausgezeichnet. Die erste Single Tell Me wurde in den Soundtrack des Films Eddie aufgenommen und erreichte in den USA die Top 5 der R&B-Hits.
Vom Stil her lag Dru Hill zwischen den Boyz II Men und den selbsternannten „bösen Jungs“ des R&B, Jodeci. Dru Hill erhielt viel Kritik, besonders von Jodeci, die meinten, dass Mark „Sisqo“ Andrews ihren Stil kopieren würde. Als weitere wichtige Einflüsse in der Musik benennt die Gruppe Stevie Wonder und die Achtziger-Band New Edition.
Auf dem ersten Album sind sowohl eigen komponierte Songs zu finden als auch Songwriter/Produzenten wie Daryl Simmons und Keith Sweat. Alle vier Mitglieder von Dru Hill übernahmen Leadgesang, jedoch wurde festgestellt, dass Mark „Sisqo“ Andrews’ Stimme, seine ausgefallenen Bühnen-Outfits und sein eigenwilliger Tanzstil die Fans am meisten beeindruckte. Mit In My Bed hatte die Gruppe den ersten Top-5-Pophit und den ersten Nummer-1-R&B-Hit. Mit der dritten Auskopplung „Never Make a Promise“ landeten sie einen weiteren Nummer-1-R&B-Hit. Im dazugehörigen Video trat Michelle Thomas als Jazz’ Freundin auf und übermittelte die Botschaft des Videos gegen Belästigung von Kindern.

### Soundtracks, Protégés und Kontroversen
Zwischen dem ersten und zweiten Album wurde der Titel We’re Not Making Love No More für den Soundtrack des Films Soul Food aufgenommen, der von Babyface geschrieben und produziert wurde. Mit Foxy Brown nahm Dru Hill „Big Bad Mama“ auf. Dieser Track wurde Titelsong des Films How to Be a Player. Neben der eigenen Aufnahmen schrieben und produzierten Dru Hill für Mýa und hatten Gastauftritte bei anderen Stars des R&B.
1997 verklagte Dru Hill die Plattenfirma Island Records, da sie aus dem bestehenden Vertrag entlassen werden wollten. Hintergrund für die Klage war die Attacke eines Mitarbeiters von Island Records auf den Manager Keith Ingram, der mit einem Billardstock auf den Kopf geschlagen wurde. Bei der Ermittlung in dem Fall wurde festgestellt, dass der Angreifer eine kriminelle Vergangenheit hatte. Bei der Anhörung in dem Fall wurde der Präsident der PolyGram befragt, wieso er solche Mitarbeiter einstelle. Als Antwort kam von ihm, „wenn er solche Mitarbeiter nicht einstellen würde, gäbe es praktisch keinen einzigen afro-amerikanischen Mitarbeiter in unserem Unternehmen und unserer Branche.“
Kronfields Äußerungen setzte eine Kontroverse in Gang, als sie teilweise bekannt wurden. Referend Jesse Jackson wurde persönlich in die Diskussion hineingezogen, als er öffentlich äußerte, dass PolyGram „ein erkennbares Muster hat, nach welchem ein Ausschluss wegen der Rasse und des Geschlechts erfolgt.“ Jackson traf sich mit dem Vorsitzenden der PolyGram und einigen leitenden Angestellten, welche sich letztendlich öffentlich für die Äußerungen Kronfields entschuldigten und ihn als Präsidenten durch den Vorsitzenden von Motown Records, Clarence Avant, ersetzten. Am Monatsende hatte sich Dru Hill mit Island Records geeinigt, dass sie weiterhin beim Label bleiben würden.

### Enter the Dru
Die Single How Deep Is Your Love wurde in den Soundtrack des Films Rush Hour aufgenommen und erreichte in den USA die Top 3 der R&B-Hits. Neben dieser Single wurde aus der LP Enter the Dru als zweite Auskopplung die Single This Is What We Do veröffentlicht, bei der Method Man als Rapper mitwirkte. Dieser Song spiegelte die Richtung und die Entwicklung von Dru Hill wider. Mit der Auskopplung der Single These Are the Times, bei der Babyface Coproduzent und Coschreiber war, erreichte die Gruppe Platz 21 der R&B-Hits in den USA.
Von dem Album wurden 1999 zwei Millionen verkauft und erneut wurde Dru Hill mehrfach mit Gold ausgezeichnet. Im gleichen Jahr produzierten Dru Hill noch Enchantment Passing Through für den Soundtrack des Broadway-Musicals Aida.

### Dru-World-Projekt
Von der Presse und dem Publikum wurde Mark „Sisqo“ Andrews sozusagen als Solist angesehen und die anderen drei Mitglieder der Band stellten mehr oder weniger nur Background-Sänger dar. Bei ihrem Auftritt in dem Video Wild Wild West mit dem Sänger und Schauspieler Will Smith wurde Sisqó endgültig zum Star der Gruppe. Sowohl im Song als auch im Video waren Smith und Sisqó die Hauptfiguren, während die anderen Mitglieder von Dru Hill im Hintergrund blieben. Während der Dreharbeiten zum Video von Wild Wild West verließ „Woody“ Dru Hill, da er das Gefühl hatte, zu seinen musikalischen Wurzel, dem Gospel, zurückkehren zu müssen. Island Records wollte, dass Dru Hill als Trio weiterhin auftrat und nahm ein Video zu You Are Everything auf. Der Hip-Hop-Remix beinhaltete einen Gastauftritt von JaRule. Auch war vorgesehen, dass der Def-Jam-Künstler Case Background beim Remix des Titels Beauty von der LP Enter the Dru singen sollte. Es wurde zwar ein entsprechendes Video gedreht, jedoch nie veröffentlicht.
Nachdem Mitte 1999 Island Records und Def Jam zur The Island Def Jam Music Group fusionierten, unterschrieben alle Mitglieder von Dru Hill Einzelverträge mit dem Label „Def Soul“, auch Woody. Es wurde das Projekt Dru World ins Leben gerufen. Beabsichtigt war in dem Projekt, dass zwischen November 1999 und November 2000 jedes Bandmitglied ein Album herausbringen sollte: Sisqó ein Pop-Album, Jazz ein R&B/Soul-Album, Nokio ein HipHop-Album und Woody ein Gospel-Album. Nach den Veröffentlichungen wollten sich die Mitglieder von Dru Hill wieder vereinen und das Album „Dru Hill Order“ aufnehmen, das im November 2000 auf den Markt kommen sollte.
Sisqó veröffentlichte sein Debütalbum Unleash the Dragon und hatte mit der Erstauskopplung Got to Get It nur mäßigen Erfolg. Die zweite Single Thong Song wurde im Frühling 2000 veröffentlicht und war erfolgreicher. Erst mit der dritten Auskopplung aus dem Album – Incomplete – erreichte Sisqó einen Nummer-1-Hit im Herbst 2000. Im Ergebnis führten die mäßigen Platzierungen dazu, dass das Projekt vorerst nicht weiter fortgeführt wurde und bis November 2000 wurde keines der beabsichtigten Soloalben veröffentlicht.
Im Herbst 2000 sollte Dru Hill das Album Dru World Order in den Studios von Def Soul aufnehmen. Als erste Auskopplung aus dem Album wurde Without Me ausgesucht. Die Zeit der Trennung und Arbeit an den Soloprojekten führte jedoch dazu, dass es innerhalb der Gruppe zu Spannungen und Konflikten kam. Bei einem Fotoshooting für das Vibe Magazine im November 2000 verließ Sisqó das Shooting und kurz darauf brach die Gruppe komplett auseinander.
Das Album wurde auf unbestimmte Zeit verschoben und Sisqó begann mit der Arbeit an seinem zweiten Soloalbum, Return of Dragon. Die Single Without You wurde als Albumtrack auf das zweite Soloalbum genommen, welches jedoch nach seiner Veröffentlichung im Juni 2001 weit hinter den gesetzten Erwartungen blieb. In diesem Zusammenhang planten Sisqó und Nokio am Ende des Jahres, Dru Hill wieder zusammenzubringen. Hierzu wurde Rufus Waller mit in die Liste der Mitglieder aufgenommen, der unter dem Namen Scola bei Dru Hill auftritt.
Woddy bekam einen Solovertrag mit Gospocentric Records, die sein Gospelalbum Soul Music am 9. April 2002 veröffentlichten. Scola schrieb die Songs My Homie und No Matter What für Woddys Album und arbeitete bei mehreren Titel als Backgroundsänger mit.

### Dru World Order
Das Album Dru World Order wurde am 26. November 2002, somit also zwei Jahre nach dem ursprünglich geplanten Veröffentlichungsdatum, herausgebracht. Fast alle Titel auf diesem Album wurden von Nokio produziert, der auch bei den Titeln She Said und Men Always Regret Leadsänger war. Bei den anderen Titel teilten sich die Mitglieder von Dru Hill den Leadgesang. Bei dem Album arbeiteten verschiedene Produzenten mit, unter anderem Brian Michael Cox und Kwamé. Die großen Erfolge, die mit den ersten Alben erreicht wurden, konnte Dru Hill jedoch mit diesem Album nicht mehr erreichen, nur der Titel I Should Be erreichte noch die Top 10 der R&B-Hits.
Im Jahr 2005 wurde Dru Hill aus dem Vertrag mit Def Soul entlassen und verschwand aus dem öffentlichen Blickpunkt. Def Soul veröffentlichte noch eine CD mit dem Titel Dru Hill: Hits sowie eine damit korrespondierende DVD mit den Musikvideos, darunter den beiden größten Hits von Sisqó. Im Sommer 2007 veröffentlichte Scola eine CD mit dem Titel Scola’s Lost Treasures und zurzeit arbeitet er an einem Soloprojekt namens From EA 2 Cali, welches voraussichtlich noch im Jahr 2009 veröffentlicht werden soll.
Dru Hill hat zwischenzeitlich eine eigene Fernsehshow in den USA, die Keith Seat’s Platinum House heißt. Die Erstausstrahlung war am 23. Februar 2009 und beschäftigte sich mit dem neuen Album und der Wiedervereinigung von Dru Hill. Die erste Auskopplung soll die Ballade Away werden, auf dem Album finden sich einige bekannte Produzenten. Es bleibt abzuwarten, wie sich dieses Album entwickelt.

### Austritt von Woody und Scola
Zu Beginn des Jahres 2008 fand die Originalbesetzung von Dru Hill wieder zusammen und begann gemeinsam mit anderen Künstlern aus der R&B-Szene der 1990er Jahre zu touren. Während eines Interviews beim Sender WERQ in Baltimore, erklärte Woody, dass er Dru Hill verlassen würde, um sich vollständig seinen geistlichen Pflichten zu widmen. In einem Video, das bei YouTube zu sehen war, sieht man, wie Sisqó das Studio verlässt, Woody und Nokio miteinander kämpfen und der Manager Kevin Peck versucht, die beiden zu trennen.
Um Woody zu ersetzen, veranstalten Dru Hill in Baltimore ein Casting, bei welchem das neue Mitglied der Gruppe, Antwuan „Tao“ Simpson, gefunden wurde.
Offiziell wurde nie direkt darüber gesprochen, weshalb Scola Dru Hill verlassen hatte. Scola selbst behauptete, dass Woody ihn nicht mehr dabeihaben wollte, weil es bei Geldfragen immer wieder Streitigkeiten gegeben habe.

## Diskografie

### Alben
| Jahr | Titel             | Höchstplatzierung, Gesamtwochen, AuszeichnungChartplatzierungen (Jahr, Titel, Platzierungen, Wochen, Auszeichnungen, Anmerkungen) | Höchstplatzierung, Gesamtwochen, AuszeichnungChartplatzierungen (Jahr, Titel, Platzierungen, Wochen, Auszeichnungen, Anmerkungen) | Höchstplatzierung, Gesamtwochen, AuszeichnungChartplatzierungen (Jahr, Titel, Platzierungen, Wochen, Auszeichnungen, Anmerkungen) | Anmerkungen                                        |
| Jahr | Titel             | DE | UK | US | Anmerkungen                                        |
| ---- | ----------------- | --- | --- | --- | -------------------------------------------------- |
| 1996 | Dru Hill          | DE33 (7 Wo.)DE | — | US23 Platin · (72 Wo.)US | Erstveröffentlichung: 19. November 1996            |
| 1998 | Enter the Dru     | DE19 (20 Wo.)DE | UK42 Gold · (11 Wo.)UK | US2 ×2Doppelplatin · (43 Wo.)US                                                                                                   | Erstveröffentlichung: 27. Oktober 1998             |
| 2002 | Dru World Order   | — | — | US21 Gold · (26 Wo.)US | Erstveröffentlichung: 26. November 2002            |
| 2005 | Hits              | — | — | US72 (3 Wo.)US | Erstveröffentlichung: 11. Oktober 2005 Kompilation |
| 2010 | InDRUpendence Day | — | — | US30 (1 Wo.)US | Erstveröffentlichung: 27. Juli 2010                |

Weitere Alben
- 2007: 20th Century Masters – The Millennium Collection (Kompilation)
- 2012: Icon (Kompilation)
- 2014: At Last: Live in Concert (Livealbum)
- 2017: Christmas in Baltimore (EP)

### Singles
| Jahr | Titel Album                         | Höchstplatzierung, Gesamtwochen, AuszeichnungChartplatzierungen (Jahr, Titel, Album, Platzierungen, Wochen, Auszeichnungen, Anmerkungen) | Höchstplatzierung, Gesamtwochen, AuszeichnungChartplatzierungen (Jahr, Titel, Album, Platzierungen, Wochen, Auszeichnungen, Anmerkungen) | Höchstplatzierung, Gesamtwochen, AuszeichnungChartplatzierungen (Jahr, Titel, Album, Platzierungen, Wochen, Auszeichnungen, Anmerkungen) | Höchstplatzierung, Gesamtwochen, AuszeichnungChartplatzierungen (Jahr, Titel, Album, Platzierungen, Wochen, Auszeichnungen, Anmerkungen) | Höchstplatzierung, Gesamtwochen, AuszeichnungChartplatzierungen (Jahr, Titel, Album, Platzierungen, Wochen, Auszeichnungen, Anmerkungen) | Anmerkungen                                                                  |
| Jahr | Titel Album                         | DE | AT | CH | UK | US | Anmerkungen                                                                  |
| ---- | ----------------------------------- | --- | --- | --- | --- | --- | ---------------------------------------------------------------------------- |
| 1996 | Tell Me Dru Hill                    | — | — | — | UK30 (3 Wo.)UK | US18 Gold · (23 Wo.)US | Erstveröffentlichung: 20. August 1996                                        |
| 1996 | In My Bed Dru Hill                  | DE14 (16 Wo.)DE | — | CH31 (3 Wo.)CH | UK16 (3 Wo.)UK | US4 Platin · (25 Wo.)US | Erstveröffentlichung: 17. Dezember 1996                                      |
| 1997 | Never Make a Promise Dru Hill       | — | — | — | — | US7 Gold · (20 Wo.)US | Erstveröffentlichung: 28. Juli 1997                                          |
| 1997 | 5 Steps Dru Hill                    | — | — | — | UK22 (3 Wo.)UK | — | Erstveröffentlichung: 1997                                                   |
| 1997 | We’re Not Making Love No More –     | — | — | — | — | US13 Gold · (20 Wo.)US | Erstveröffentlichung: 25. November 1997                                      |
| 1998 | Big Bad Mamma –                     | DE30 (11 Wo.)DE | — | CH23 (10 Wo.)CH | UK12 (3 Wo.)UK | US53 (15 Wo.)US | Erstveröffentlichung: 1998 Foxy Brown feat. Dru Hill                         |
| 1998 | How Deep Is Your Love Enter the Dru | DE8 Gold · (17 Wo.)DE | AT29 (6 Wo.)AT | CH10 (15 Wo.)CH | UK9 Silber · (16 Wo.)UK | US3 Gold · (20 Wo.)US | Erstveröffentlichung: 22. September 1998 feat. Redman                        |
| 1999 | These Are the Times Enter the Dru   | DE46 (5 Wo.)DE | — | — | UK4 (9 Wo.)UK | US21 (24 Wo.)US | Erstveröffentlichung: 1999                                                   |
| 1999 | Wild Wild West (O.S.T.)             | DE3 Gold · (15 Wo.)DE | AT5 (14 Wo.)AT | CH2 Gold · (17 Wo.)CH | UK2 Gold · (19 Wo.)UK | US1 Gold · (17 Wo.)US | Erstveröffentlichung: 18. Juni 1999 Will Smith feat. Kool Moe Dee & Dru Hill |
| 1999 | You Are Everything Enter the Dru    | — | — | — | — | US84 (10 Wo.)US | Erstveröffentlichung: 1999                                                   |
| 1999 | Beauty Enter the Dru                | — | — | — | — | US79 (12 Wo.)US | Erstveröffentlichung: 1999                                                   |
| 2002 | I Should Be… Dru World Order        | — | — | — | — | US25 (17 Wo.)US | Erstveröffentlichung: 23. Dezember 2002                                      |
| 2003 | I Love You Dru World Order          | — | — | — | — | US77 (13 Wo.)US | Erstveröffentlichung: 24. Juni 2003                                          |

Weitere Singles
- 1999: The Love We Had (Stays on My Mind)
- 2010: Love MD
- 2010: Remain Silent
- 2017: Favorite Time of Year
- 2020: What You Need

## Auszeichnungen für Musikverkäufe
| Goldene Schallplatte - Australien - 1999: für die Single How Deep Is Your Love - 1999: für die Single Wild Wild West - Frankreich - 1999: für die Single Wild Wild West - Kanada - 1998: für das Album Enter the Dru - Neuseeland - 1999: für die Single Wild Wild West - Norwegen - 1999: für die Single Wild Wild West - Schweden - 1999: für die Single How Deep Is Your Love | Platin-Schallplatte - Belgien - 1999: für die Single Wild Wild West |

Anmerkung: Auszeichnungen in Ländern aus den Charttabellen bzw. Chartboxen sind in ebendiesen zu finden.
| Land/RegionAuszeichnungen für Musikverkäufe (Land/Region, Auszeichnungen, Verkäufe, Quellen) | Silber  | Gold       | Platin     | Verkäufe  | Quellen                                                 |
| -------------------------------------------------------------------------------------------- | ------- | ---------- | ---------- | --------- | ------------------------------------------------------- |
| Australien (ARIA)                                                                            | —       | 2× Gold2   | —          | 70.000    | aria.com.au                                             |
| Belgien (BRMA)                                                                               | —       | —          | Platin1    | 50.000    | ultratop.be                                             |
| Deutschland (BVMI)                                                                           | —       | 2× Gold2   | —          | 500.000   | musikindustrie.de                                       |
| Frankreich (SNEP)                                                                            | —       | Gold1      | —          | 250.000   | snepmusique.com                                         |
| Kanada (MC)                                                                                  | —       | Gold1      | —          | 50.000    | musiccanada.com                                         |
| Neuseeland (RMNZ)                                                                            | —       | Gold1      | —          | 5.000     | aotearoamusiccharts.co.nz                               |
| Norwegen (IFPI)                                                                              | —       | Gold1      | —          | 10.000    | ifpi.no                                                 |
| Schweden (IFPI)                                                                              | —       | Gold1      | —          | 15.000    | ifpi.se (Memento vom 25. Juli 2011 im Internet Archive) |
| Schweiz (IFPI)                                                                               | —       | Gold1      | —          | 25.000    | hitparade.ch                                            |
| Vereinigte Staaten (RIAA)                                                                    | —       | 6× Gold6   | 4× Platin4 | 7.000.000 | riaa.com US2                                            |
| Vereinigtes Königreich (BPI)                                                                 | Silber1 | 2× Gold2   | —          | 700.000   | bpi.co.uk                                               |
| Insgesamt                                                                                    | Silber1 | 18× Gold18 | 5× Platin5 |           |                                                         |